# Més-Compromís
Ne doit pas être confondu avec Més Compromís ou Coalition Compromís.
Pour les articles homonymes, voir Bloc et BNV.
Més-Compromís (en français : « Plus-[d’]Engagement ») — anciennement Bloc nationaliste valencien (en catalan : Bloc Nacionalista Valencià, BNV ou BLOC) entre 1998 et 2021 — est un parti politique espagnol de gauche nationaliste et progressiste, actif dans la Communauté valencienne. Il constitue la principale force de la Coalition Compromís.

## Histoire

### Fondation

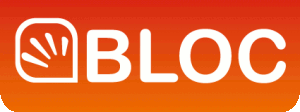
Logo du Bloc nationaliste valencien (2010)

Créé comme une coalition de plusieurs partis en 1998, le Bloc nationaliste valencien se transforme en parti politique lors d'un congrès constituant organisé le 21 janvier 2000.

### Changement de nom
Lors du VIIIe congrès du Bloc nationaliste valencien, les délégués approuvent le 26 juin 2021 par 55,4 % contre 43,2 % des suffrages exprimés de changer le nom du parti, qui devient Més-Compromís.

## Dirigeants

### Secrétaires généraux
| Titulaire | Titulaire          | Mandat                                                       |
| --------- | ------------------ | ------------------------------------------------------------ |
|           | Ferran Puchades    | 23 janvier 2000 – 5 octobre 2003 (3 ans, 8 mois et 12 jours) |
|           | Enric Morera       | 5 octobre 2003 – 30 mai 2016 (12 ans, 7 mois et 25 jours)    |
|           | Àgueda Micó (ca)   | 30 mai 2016 – 9 septembre 2023 (7 ans, 3 mois et 10 jours)   |
|           | Amparo Piquer (ca) | depuis le 9 septembre 2023 (1 an, 8 mois et 20 jours)        |

### Présidents
| Titulaire | Titulaire                | Mandat                                                       |
| --------- | ------------------------ | ------------------------------------------------------------ |
|           | Pere Mayor               | 23 janvier 2000 – 5 octobre 2003 (3 ans, 8 mois et 12 jours) |
|           | Josep Maria Pañella (ca) | 5 octobre 2003 – 30 mai 2016 (12 ans, 7 mois et 25 jours)    |
|           | Enric Morera             | depuis le 30 mai 2016 (8 ans, 11 mois et 29 jours)           |

## Résultats électoraux

### Parlement valencien
| Année | Chef de file | Voix                 | %                    | #                    | Sièges | Gouvernement        |
| ----- | ------------ | -------------------- | -------------------- | -------------------- | ------ | ------------------- |
| 1999  | Pere Mayor   | 102 700              | 4,60                 | 5e                   | 0 / 89 | Extra-parlementaire |
| 2003  | Pere Mayor   | 114 122              | 4,77 ()              | 4e ()                | 0 / 89 | Extra-parlementaire |
| 2007  | Enric Morera | au sein de CPV       | au sein de CPV       | au sein de CPV       | 2 / 99 | Opposition          |
| 2011  | Enric Morera | au sein de Compromís | au sein de Compromís | au sein de Compromís | 3 / 99 | Opposition          |
| 2015  | Mónica Oltra | au sein de Compromís | au sein de Compromís | au sein de Compromís | 9 / 99 | Puig I              |
| 2019  | Mónica Oltra | au sein de Compromís | au sein de Compromís | au sein de Compromís | 7 / 99 | Puig II             |
| 2023  | Joan Baldoví | au sein de Compromís | au sein de Compromís | au sein de Compromís | 9 / 99 | Opposition          |